# 베이식 (가수)
베이식(영어: Basick, 본명: 이철주, 1986년 8월 12일 ~ )은 이노베이터와 같은 더블 트러블 멤버이자 힙합 가수이다. 본관은 광주(廣州)로 베이식은 2007년 2월부터 리드머 스튜디오를 통해 처음 가사를 쓰고 랩을 시작해 꾸준히 활동하다, 2007년 여름 Z-juc의 앨범을 통해 데뷔를 했다. DJ Soulscape 창작과 비트 Rap Competition에서 2위 수상한 경력이 있으며, 2007년 11월, 크루 Jiggy Fellaz에 영입되었다. 이노베이터와 함께 더블 트러블을 결성했다. Jiggy Fellaz의 Vasco (현 Bill Stax)가 설립한 Independent Record로 거처를 옮겼지만 Vasco (현 Bill Stax)의 이혼으로 레이블이 와해되어 RBW와 계약을 맺었으나, 2018년 10월 22일 부로 계약이 종료되어 소속사를 나왔다, 2019년 1월 6일 신생 기획사 OUTLIVE를 설립하였다. 'Basick tv'라는 이름의 유튜브 채널도 설립하였다.
가짜사나이에 출연한 후 인지도가 높아졌다.
쇼미더머니 10에 나오며 세미파이널까지 진출해 08베이식을 불렀지만 조광일의 호우주의에 밀려 떨어졌다.

## 출연
- 가짜사나이

## 학력
- Babson College (MA, USA)

## 방송 출연
- 《Show Me The Money 4》 (2015년, Mnet) - 참가자 (우승)
- 《SNL 코리아 6》 (2015년, tvN)
- 《힙합의 민족 시즌 2》 (2016년, JTBC)
- 《REBOUND》 (2016년, XTM)
- 《Show Me The Money 9》 - 피쳐링
- 《Show Me The Money 10》 (2021년, Mnet) - top8
- 《고등래퍼》- 특별 심사위원
- 《고등래퍼4》- 특별 심사위원

## 음반

### 정규
- 1집 Classick (2011)
- 2집 Foundation Vol.3 (2013)
- 3집 Foundation Vol.4 (2018)

### EP
- Therapy (2013)
- Nice (2016)
- whatiwant (2019)
- SOFT (2019)

### 믹스테잎
- Basick Mixtape Vol.1 (2007)
- Foundation Vol.2 (2008)

### 싱글
- "Better than the Best" (2008)
- Champion Pt.ll (2010)
- 수퍼비의 마세라티 (2022)

### 참여
- 2007년 지적(Z-juc) 《Brilliant Monsterz》의 〈Behind the City 2〉 참여
- 2007년 DJ Soulscape 랩 컴피티션 수상.
- 2007년 InnoVator(이노베이터) EP 《Time Travel》의 〈Listen remix〉, 〈유리병〉 참여
- 2007년 Vasco 《덤벼라 세상아》의 〈Upgrade 2K7〉 참여
- 2007년 겨울. Jiggy Fellaz 크루 가입
- 2007년 Swings 믹스테입. 《Punch Line King》의 〈86ers' anthem〉참여
- 2008년 Joe Brown(조브라운) EP 《Breaking my heart》의 〈White〉 참여.
- 2008년 Primary + Mild Beats 《Back Again》의 〈Hoop!〉 참여.
- 2008년 The Quiett(더콰이엇) 믹스테입 《Back on the Beats》의 〈How we started〉 참여
- 2008년 Simon Dominic 테입 I Just Wanna Rhyme Vol.1의 〈욕본다〉 참여.
- 2008년 진취 - Change(Feat. Basick)/Alivefuture
- 2008년 Swings 믹스테입 《#1》의 <달리자> 참여
- 2008년 Jiggy Fellaz - Black Christmas
- 2009년 Jiggy Fellaz - The Black Album
- 2009년 Verbal Jint - 달리자(Feat. Swings & Basick)/마취중진담
- 2009년 몰리디 - ast Night(Feat. Basick, DeepFlow)/Mollywood Classic Vol.1
- 2009년 B-Free - True Story(Feat. Kickaflo, Basick)/One Nation
- 2009년 LUKA - U Know(Feat. Basick)/A Pianist Who Loves HipHop
- 2009년 Outsider - City Hunter(Feat. Basick, Carry.D Of Swagger)/Maestro
- 2009년 Steady B - Wanna Luv Ya Mo'(Feat. Joe Brown, Basick)/Steady Lady
- 2009년 Jiggy Fellaz - The Blue Album
- 2009년 화요비 - 어린아이(Feat. Basick)/SUMMER
- 2009년 비 프리 - All I know(Feat. Basick)/자유의 뮤직
- 2009년 VON (본) - 내 아이팟(Feat. BASICK, PENTO, MAD CLOWN & 어니)/CREAM
- 2009년 루크 - Drop The Bomb (86ERS Anthem)(Feat. Row Digga, Swings, Basick)/The Last Supper
- 2009년 Ja (제이에이)- I'm Not Jokin'(Feat. Basick) /'90
- 2010년 더 콰이엇 - Quiet Storm: a Night Record - "Airplane Music"
- 2010년 [Bizniz] 《1집 Ego》의〈Hero Music〉Feat 참여.
- 2010년 Nuol(뉴올) - 뉴올의 2집 <The Mission 2> The Message트랙에서 Solo랩핑 참여.
- 2011년 InnoVator(이노베이터) 믹스테잎 - Lab #2 - Robot Die